# Kloster Arkadi

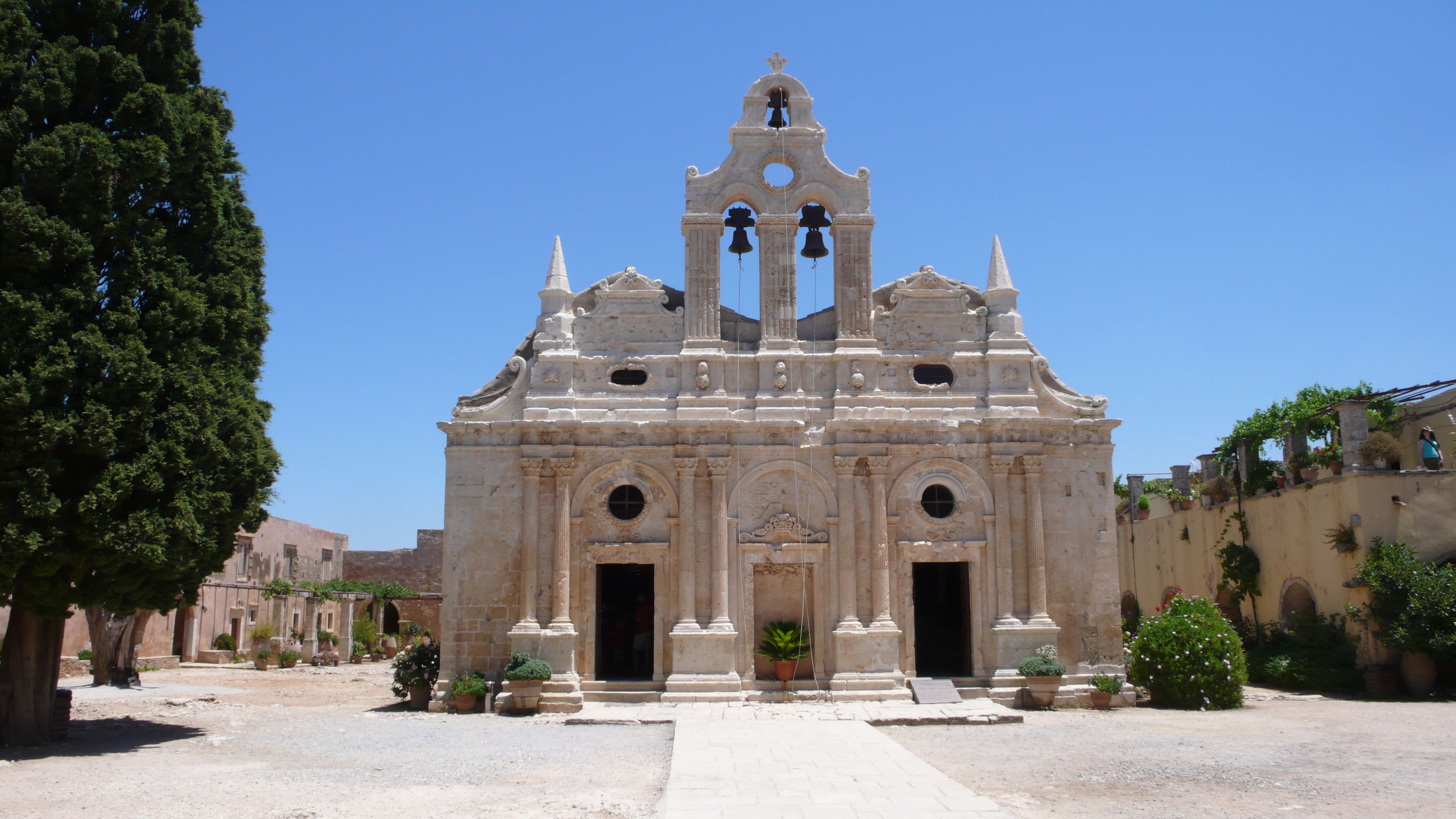
Klosterkirche

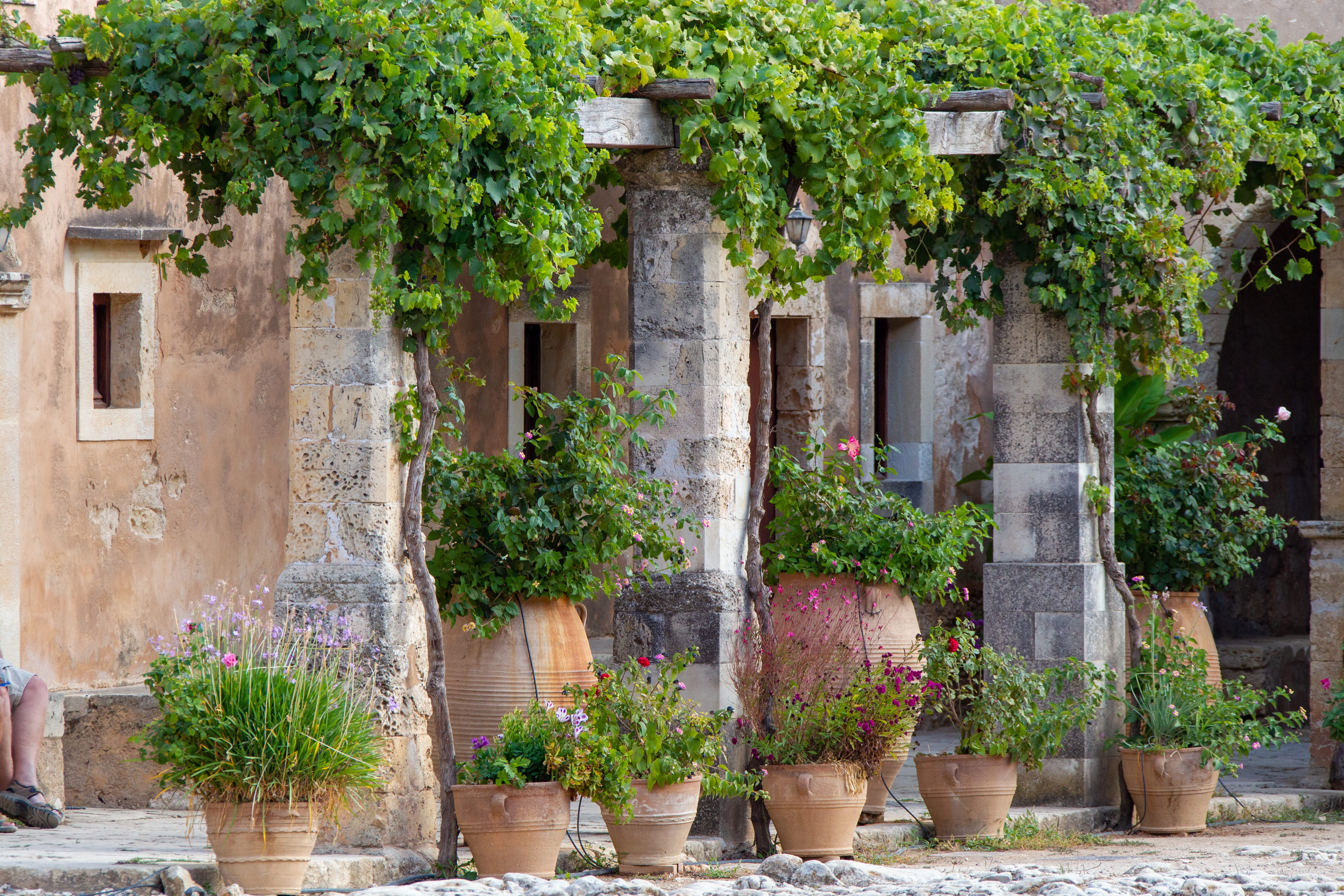
Gang im Kloster

Das Arkadi-Kloster (griechisch Μονή Αρκαδίου) ist ein orthodoxes Kloster auf Kreta. Es ist das bedeutendste Nationaldenkmal der Insel. Das Kloster spielte eine herausragende Rolle im kretischen Kampf um Unabhängigkeit vom Osmanischen Reich. Die Klosterkirche war bis zur Einführung des Euro auf dem 100-Drachmen-Schein abgebildet.

## Lage

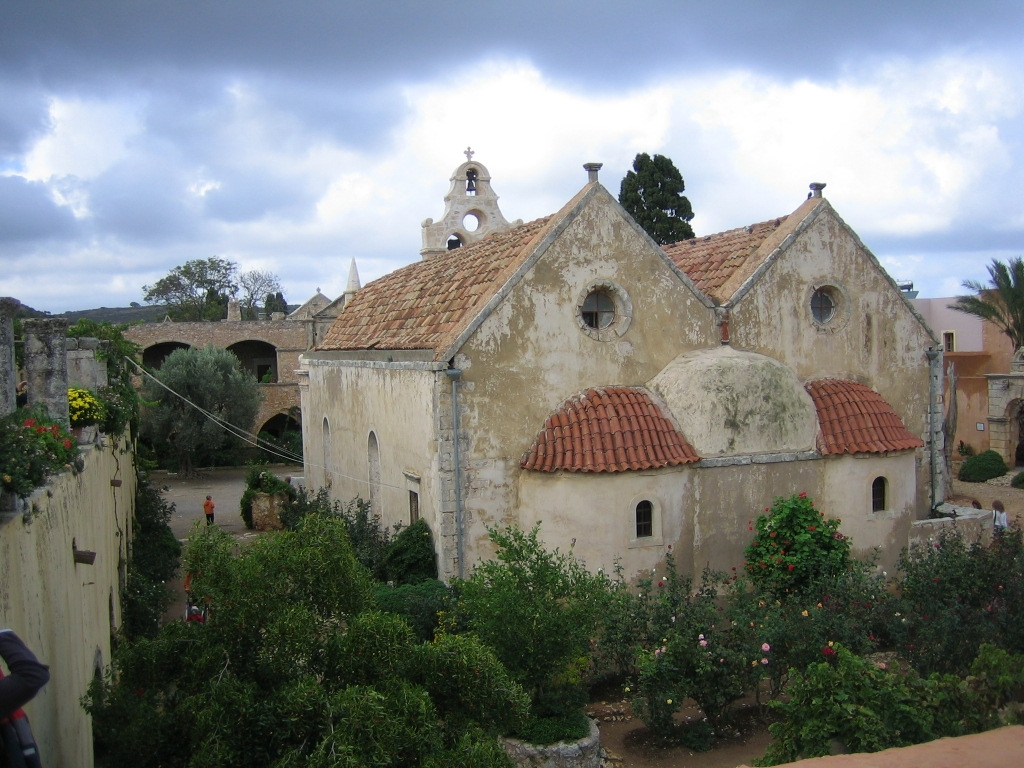
Rückseite der Klosterkirche

Das Kloster liegt im Regionalbezirk Rethymno ca. 25 km südlich der Stadt Rethymno in Westkreta auf einer Höhe von 500 Metern über dem Meeresspiegel an den Ausläufern des Psiloritismassives.

## Geschichte

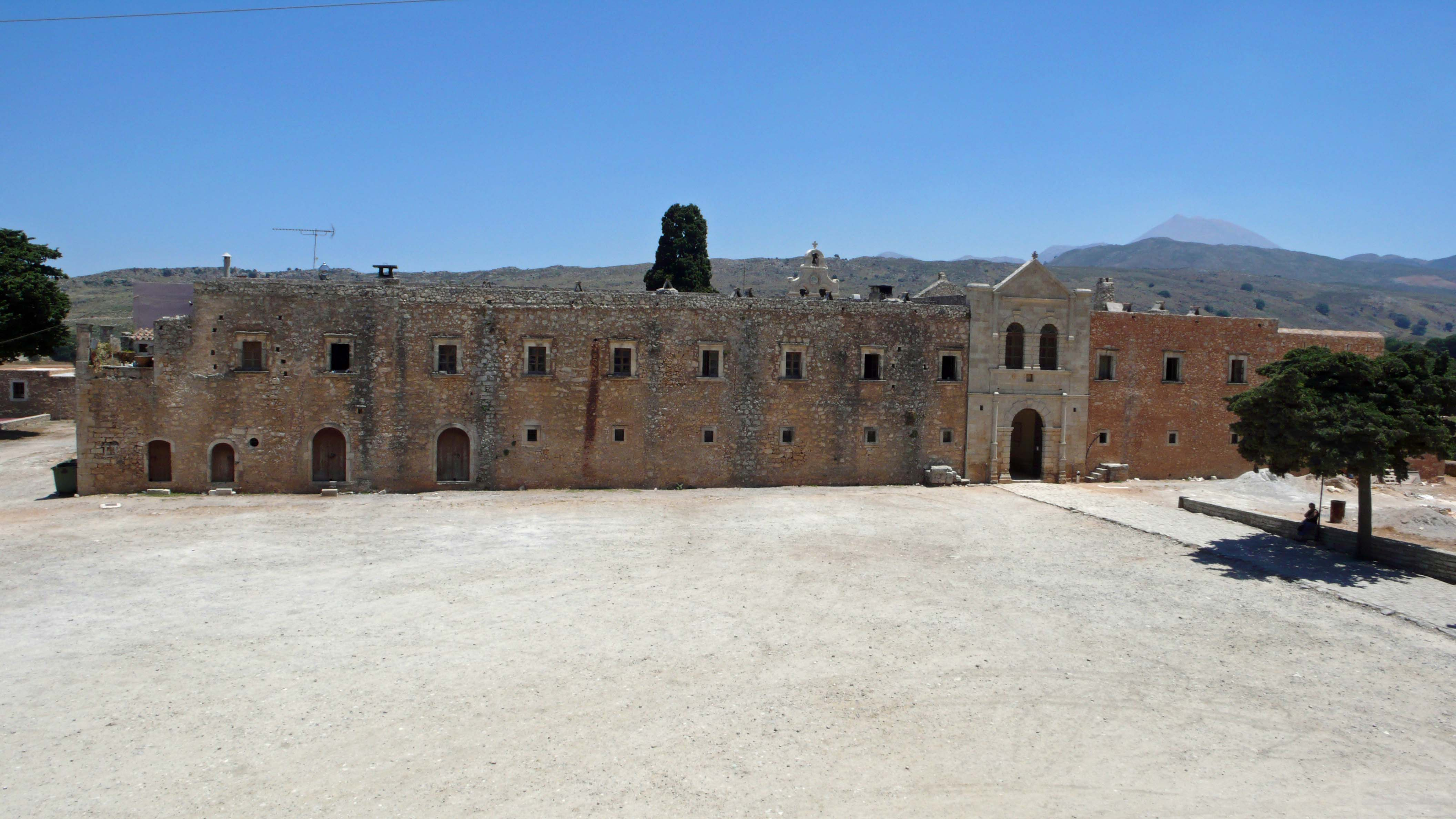
Einfriedung des Klosters

Nach der Überlieferung wurde das Kloster Arkadi vom Byzantinischen Kaiser Arcadius im 5. Jahrhundert erbaut. Wissenschaftler gehen jedoch eher von der Gründung durch einen gleichnamigen Mönch aus. Der Name des Klosters ist durch eine Inschrift mindestens für das 14. Jahrhundert belegt. Die zweischiffige, Renaissance-Elemente aufweisende Basilika wurde 1587 zur Zeit der venezianischen Herrschaft über Kreta errichtet und ist der Wiederaufbau einer früheren Kirche. Bis in das 17. Jahrhundert erlebte das Kloster seine geistige und kulturelle Blütezeit.
Nachdem 1669 Kreta vollständig durch das Osmanische Reich erobert worden war, wurde das Läuten von Glocken in allen Kirchen und Klöstern verboten und das Kloster geplündert. Die Mönche erreichten jedoch nachdem sie mit Geschenken den Pascha überredet hatten die Erlaubnis, nach Arkadi zurückzukehren, und das Recht, wieder die Glocke zu läuten. Das Kloster wurde erneuert und die zerstörte Einfriedung wieder aufgebaut.

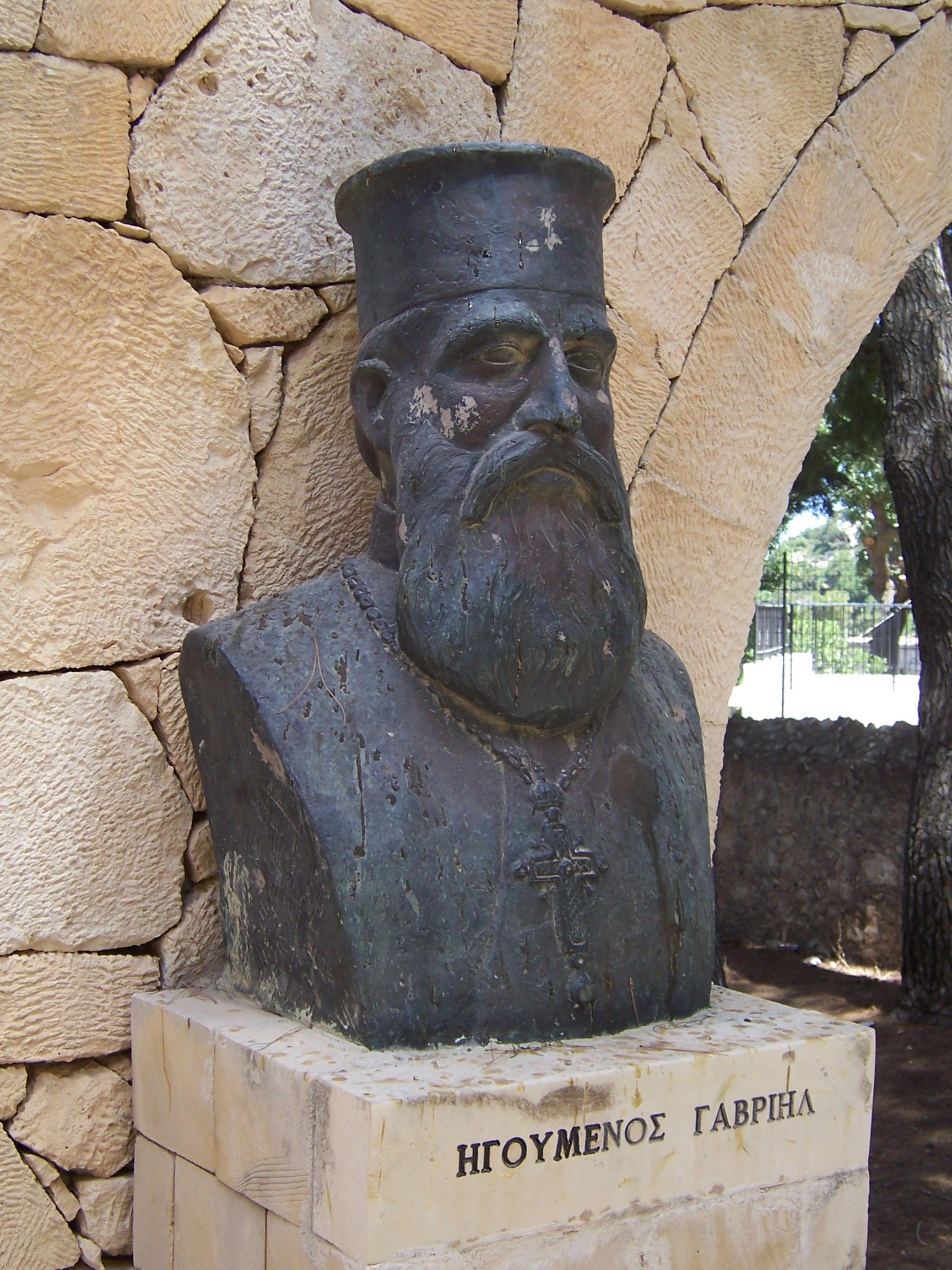
Büste des Gabriel Marinakis

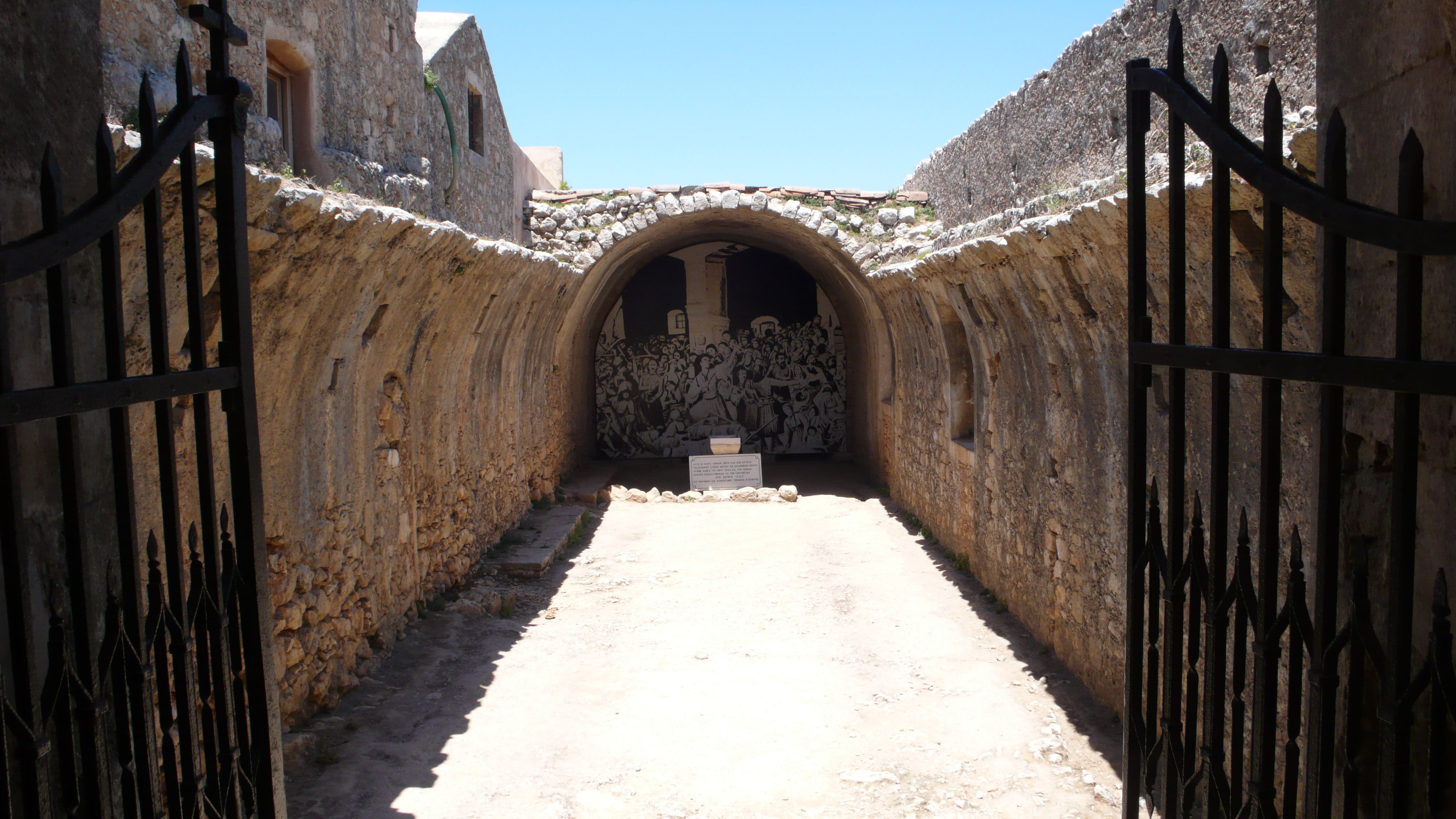
Pulvermagazin

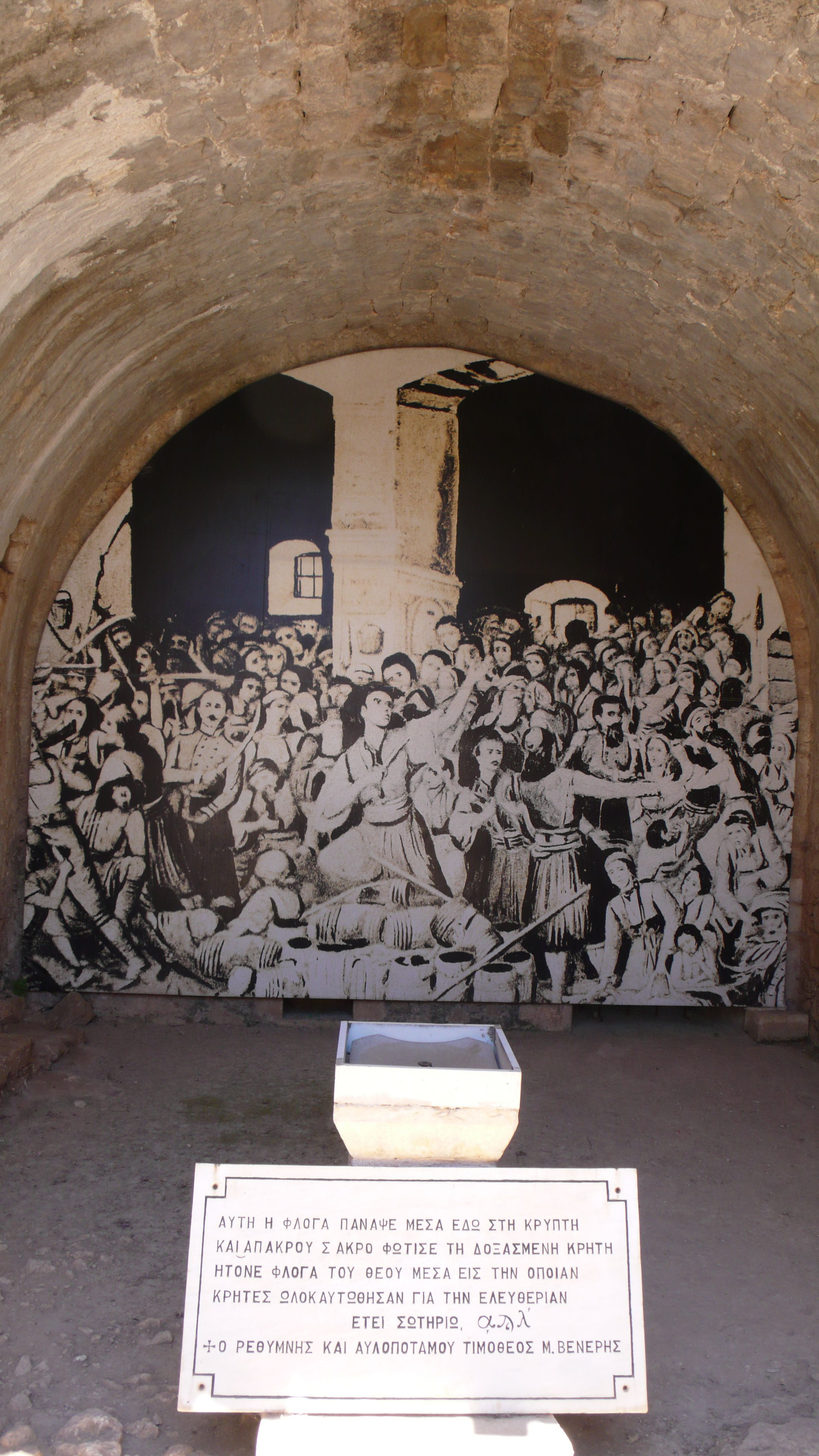
Lithografie und Gedenktafel

Nachdem 1830 einem Teil des heutigen Staatsgebietes Griechenlands die Unabhängigkeit vom Osmanischen Reich zugesprochen worden war, verstärkte sich auf Kreta der Widerstand gegen die als Besatzung empfundene osmanische Herrschaft. 1866 wurde im Kloster Arkadi ein Revolutionskomitee gebildet. Zum Vorsitzenden des für die Region Rethymno zuständigen Komitees wurde der aus dem nahen Margarites stammende Abt von Arkadi, Gabriel Marinakis (* ca. 1826), gewählt. In Arkadi wurde im September 1866 auch der vom griechischen Festland entsandte General Panos Koronaios (* 1809) zum militärischen Kommandanten des Aufstandes in der Region Rethymno eingesetzt. Koronaios beurteilte das Kloster als nicht zu verteidigen, konnte sich mit dieser Auffassung jedoch gegen die Mehrheit des Revolutionskomitees nicht durchsetzen. Der General verließ daraufhin mit seinen Männern das Kloster, ließ jedoch einen Leutnant als militärischen Anführer zurück.
In der Nacht vom 7. auf den 8. November 1866 griff ein osmanisches Heer mit 15.000 Mann das Kloster an, in dem sich 964 Menschen, darunter 325 kampftaugliche Männer, aufhielten. Nach zwei Tagen des aussichtslosen Widerstandes entschieden die Belagerten, dem Gegner nicht lebend in die Hände fallen zu wollen. Als sich der Kampf am 9. November in den Innenhof des Klosters verlagert hatte, zogen sich die meisten der noch Lebenden, einschließlich der Frauen und Kinder, in das Pulvermagazin zurück, das von einem der Kämpfer gesprengt wurde. Bei der heftigen Explosion kamen bis auf ein überlebendes Mädchen alle darin befindlichen Personen und Dutzende eindringende türkische Soldaten ums Leben. 114 Verteidiger gerieten in Gefangenschaft. Es sollen bei der Belagerung des Klosters Arkadi 1500 Angreifer gestorben sein. Der Abt starb vermutlich in der Endphase des Kampfes. Die oft auch in Form von Illustrationen umgesetzte Überlieferung, er habe selbst das Pulvermagazin entzündet, ist wahrscheinlich unzutreffend.
Die Umstände des Falls des Klosters erregten international Aufsehen. Unter anderem versicherten Victor Hugo und Giuseppe Garibaldi den Kretern ihrer Solidarität. Im Jahr 1866 standen in Europa jedoch andere Ereignisse auf der Tagesordnung. Erst 1897 wurde Kreta de facto unabhängig, 1913 erfolgte die Vereinigung mit Griechenland.
1937 wurde in der Ostmauer des Klosters eine Steinplatte mit einer Inschrift zum Gedenken an die Ereignisse von 1866 angebracht. Die Platte ist heute im teilweise wieder errichteten Pulvermagazin aufgestellt.

„Diese Flamme, die in dieser Krypta entfacht wurde und das ruhmreiche Kreta von einem Ende zum anderen erleuchtete, war eine Flamme Gottes, in der die Kreter für die Freiheit verbrannten.“